# Telgárt
Telgárt (dal 1948 al 1990 Švermovo, in tedesco Tiergarten; in ungherese Garamfő, in ruteno Telgart) è un comune della Slovacchia facente parte del distretto di Brezno, nella regione di Banská Bystrica.

## Storia
Il villaggio, di lontana origine sassone fu fondato nel 1326, venne ripopolato nel XV secolo da pastori ruteni chiamati localmente Valaský (Valacchi), qui chiamati dalla Corona d'Ungheria. All'epoca, la giustizia veniva amministrata secondo il diritto valacco. Ancora oggi i ruteni costituiscono un importante gruppo etnico di Telgárt, dove è presente una parrocchia della Chiesa greco-cattolica slovacca.